# LiteBIRD
LiteBIRD（Lite (Light) satellite for the studies of B-mode polarization and Inflation from cosmic background Radiation Detection、ライトバード - インフレーション宇宙を検証するCMB偏光観測小型科学衛星）は、2028年度の打上げ実現を目指して検討中の日本の科学ミッション。2019年5月14日、宇宙科学研究所 (ISAS) によって戦略的中型2号機に選定された。宇宙誕生後、ビッグバン以前に生じた原始重力波の検出を目指す。

## 概要
20世紀後半に提唱されたインフレーション理論は、宇宙が誕生した後にビッグバンに至るまでその体積が急激な加速膨張を経たとしており、広く受け入れられている。インフレーション理論においては、誕生直後の宇宙に存在した量子ゆらぎがこの急激な膨張で引き延ばされた結果、原始重力波が生じると予測されている。この原始重力波は、宇宙誕生から約38万年後の宇宙の晴れ上がりにおいても宇宙空間を満たしており、宇宙マイクロ波背景放射 (CMB) の偏光に「Bモード」と呼ばれる特徴的な渦巻きパターンをその痕跡として遺していると考えられている。Bモード偏光の検出はインフレーション理論の決定的な証拠となり得るが、2019年現在成功した事例は存在しない。LiteBIRDは、このBモード偏光の検出（および原始重力波の検出）を2020年代に実現する可能性のある世界で唯一の衛星計画である。また、インフレーション理論の検証に留まらず、超弦理論に代表される量子重力理論の実験・観測による検証の可能性を切り拓くことが期待されている。

## ミッションの背景

### 目的
CMBの偏光を精密観測することにより、宇宙誕生後約10-38秒後に起きたとされるインフレーション期に生じた原始重力波を探索し、代表的なインフレーション理論を検証する。

### 経緯
2008年9月、ISASの宇宙理学委員会に対して、高エネルギー加速器研究機構 (KEK) の羽澄昌史を中心にワーキンググループの設立が申請されて研究が始まり、2015年2月には「戦略的中型計画」の候補としてISASに正式提案された。その後、ISASの国際サイエンス審査会（2016年5月）とフェーズA1準備審査会（2016年8月）に合格し、2016年9月から2年間「プリフェーズA2」（旧フェーズA1）として概念設計の検討が行われた。2017年2月には、日本学術会議の「マスタープラン2017」において28件の重点大型研究計画の1つに位置付けられた。2018年11～12月にかけて行われたプリフェーズA2終了の審査の結果、予定の計画を満了していることが確認され、2019年5月14日にISASから戦略的中型2号機に選定された。
原始重力波を検出しようとする衛星計画として、欧州宇宙機関 (ESA) のCOrE、アメリカ航空宇宙局 (NASA) のPIXIEが同時期に検討されていたが、COrEはコスト面、PIXIEは他の計画との競合がネックとなり採択されず、2020年代に原始重力波を検出する可能性のある衛星計画はLiteBIRDのみとなった。

### 参加機関
衛星計画は宇宙航空研究開発機構 (JAXA) が担当し、プロジェクトマネージャー (PM) はISASに置かれる。観測装置の開発は、プリンシパルインベスティゲータ (PI) の下、大学共同利用や国際協力の枠組みで進められる。2019年5月現在、羽澄昌史 (KEK) がPIを務める。
カブリ数物連携宇宙研究機構
データ解析パイプラインの構築、データ解析、キャリブレーション、光学系の設計・開発
宇宙航空研究開発機構/宇宙科学研究所
プロジェクトマネジメント、システム設計、ミッション系設計・製作・試験、衛星バス部設計・製作、衛星組立・試験、打ち上げ、運用
高エネルギー加速器研究機構/総合研究大学院大学
地上観測での技術実証、ミッション部設計・開発・試験
岡山大学・スタンフォード大学
系統誤差の推定・放射線耐性の試験
名古屋大学・横浜国立大学・マックス・プランク天体物理学研究所
前景放射除去
国立天文台・カリフォルニア大学・大阪府立大学・埼玉大学・筑波大学・甲南大学
光学系、検出器の開発
核融合科学研究所・関西学院大学・東京大学大学院理学系研究科・理学部・大阪大学・情報通信研究機構・東京工業大学・東北大学・理化学研究所・APCパリ・カーディフ大学・パリILP・コロラド大学・マギル大学・アメリカ国立標準技術研究所
実現性検討、ミッション部設計・開発・試験への参加

### 国際協力
衛星システム及び打ち上げは日本が担当する。ミッション機器は、日本のほか、ヨーロッパ（ESA、フランス）、アメリカ、カナダが分担する。イタリア宇宙機関は2018年1月からフェーズA検討に参加し、中高周波望遠鏡MHFTの検討を実施した。

## 構造

### 観測機器
低周波望遠鏡 (LFT) と中高周波望遠鏡 (MHFT) の2つの望遠鏡で、34 - 448 GHzの波長領域のミリ波を15のバンドで高精度に観測することにより、天の川銀河からの前景放射を高い精度で取り除く。また、望遠鏡を5K（ケルビン）、焦点面検出器を100mKまで冷却することで熱放射によるノイズを低減する。LFTは日本、MHFTはヨーロッパ、焦点面検出器と低温読み出し回路はアメリカ、常温読み出し回路はカナダが担当する。

## 主な研究者
- 服部香織
- 長谷川雅也
- Adrian Lee